# Philippe A. Kayser

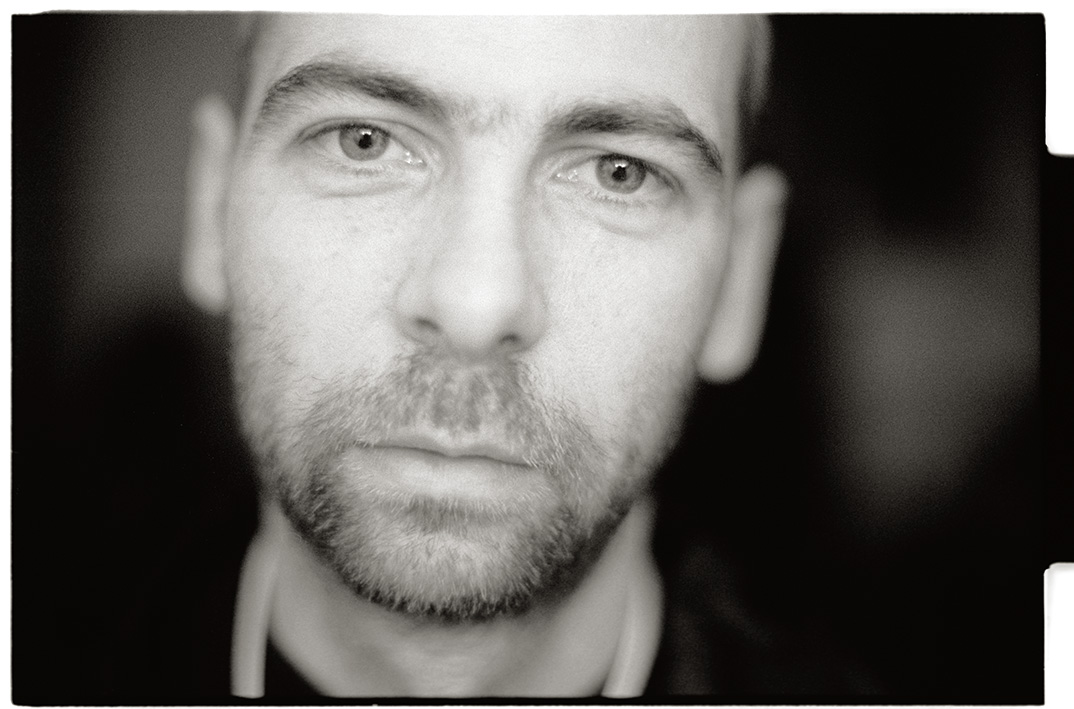
Don Philippe auf FK Tour 1999

Philippe A. Kayser alias Don Philippe (* 21. Dezember 1959 in Stuttgart) ist ein deutscher Komponist, Musiker und Musikproduzent teilweise französischer Abstammung.

## Leben
Philippe Kayser wuchs in Stuttgart als Sohn einer literatur- und musikbegeisterten Französin und eines deutschen Arztes auf. Seit den 1980er Jahren ist er als Berufsmusiker in verschiedenen Bands und Projekten aktiv.
Ersten internationalen Erfolg hatte er mit der Acid-Jazz-LP „Quelle Aventure“ seiner Band NoSé (mit dem Stuttgarter Musiker und Toningenieur Tom Krüger). Anfang der 1990er lernte er Max Herre kennen. Es entsteht das erste gemeinsame Hip-Hop-Projekt Agit Jazz. 1995 gründeten Max Herre und Don Philippe mit dem Stuttgarter DJ Friction (Martin Welzer) die Band Maximilian und sein Freundeskreis (später zu Freundeskreis verkürzt). Im selben Jahr gründen Stuttgarter Hip-Hop-Musiker und Künstler die Kolchose, der auch Kayser angehört. Seit 2005 lebt und arbeitet Kayser in Berlin.
Nachdem Herre, Kayser und Welzer 1997 bei dem frisch gegründeten Label Four Music der Band Die Fantastischen Vier unterzeichnet hatten, gelang ihnen mit A-N-N-A der musikalische und kommerzielle Durchbruch. Als eine der großen Liebeshymnen der 90er erreichte der Hit die 250.000er-Marke der Verkaufszahlen und übertraf damit alle Erwartungen. Die in Freundeskreis umbenannte Band war in aller Munde. Das Debütalbum Die Quadratur des Kreises wanderte währenddessen insgesamt 170.000-mal über den Ladentisch.

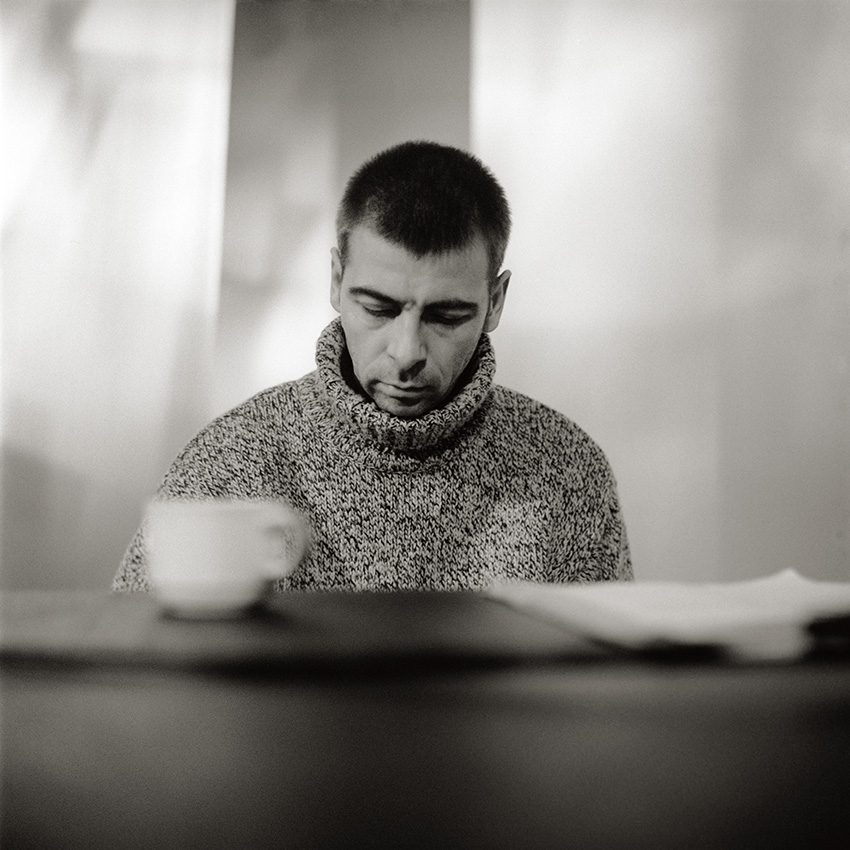
Freundeskreis Tour 1999

1999 erschien das zweite Album Esperanto mit der gleichnamigen Single als Auskopplung. Mit mehr als 300.000 verkauften Exemplaren bezeichnete dies den vorläufigen Höhepunkt der Band.
Später erschien das Doppel-Livealbum „En Directo“ der FK Allstars. Das Album ist ein Mitschnitt von vier Konzerten aus dem Dezember 1999. Es beinhaltet sowohl Stücke vom Freundeskreis als auch Neuinterpretationen durch die Allstars.
Nachdem der Freundeskreis im Jahr 2000 seine vorerst letzten Konzerte gegeben hatte, war die Band 2007 wieder auf verschiedenen Festivals zu sehen, u. a. in Stuttgart, der Heimatstadt der Band, wo sie auf dem Festival MTV HipHop Open ihr 10-jähriges Jubiläum feierten.
Seit 2001 ist Philippe Kayser als Komponist, Musikproduzent und Musiker in eigenen Projekten und Auftragsproduktionen tätig. Es entstanden diverse Filmmusiken für Kino- und Fernsehfilme sowie Werbespots. Kayser komponierte auch die Theatermusik für „Goldfischen“ am Kölner Theater51-Grad. In Zusammenarbeit mit Günne Feege produzierte er die Single „Solo“ von Thomas D feat. Nina Hagen. Daneben entstanden diverse Remixe u. a. für Die Fantastischen Vier, Absolute Beginner, Miss Kenichi oder Sprachlabor.
Als Produzent arbeitete er 2001 mit Tommy Wittinger, Frank Kuruc und Max Herre am Debütalbum von Joy Denalane „Mamani“. Es gilt als das erste echte deutschsprachige Soul-Album einer Sängerin. Das Top-10-Album verkaufte sich 130.000-mal und wurde dreifach für den Echo nominiert.
Aktuelles Projekt mit der spanischen Sängerin Laura López Castro. Seit 2002 arbeiten Don Philippe und Laura López Castro zusammen. Er komponiert auf der Gitarre, sie schreibt die Texte und singt in ihrer Muttersprache Spanisch. Es entstanden bisher zwei Studio-Alben für Max Herres Plattenfirma Nesola.
2007 produziert Philippe Kayser das Debütalbum der türkisch-deutschen Singer-Songwriterin Alev Lenz.

## Diskografie (Auswahl)
Alben
- 1995: NoSé – Quelle Aventure! (mit Tom Krüger; Groove Attack Productions)
- 2007: Laura López Castro Y Don Philippe – Inventan El Ser Feliz (Nesola)
- 2010: Laura López Castro & Don Philippe – Optativo (Nesola)

Für die Freundeskreis-Diskografie siehe den Artikel Freundeskreis.

## Filmografie
Filmmusik
- 1999: Ganz unten, ganz oben (ZDF-Fernsehfilm)
- 1999: Otomo (Kinofilm)
- 2003: 4 Freunde & 4 Pfoten (Kinofilm)
- 2005: Stadt als Beute (Kinofilm)
- 2012: Weil ich schöner bin (Kinofilm)